# Campeonato Carioca de Futebol de 2012
O Campeonato Carioca de Futebol de 2012 foi 115.ª edição da principal divisão do futebol no Rio de Janeiro. A disputa ocorreu entre 21 de janeiro e 13 de maio de 2012 e foi organizada pela Federação de Futebol do Estado do Rio de Janeiro (FERJ). O Fluminense foi o campeão após vencer as duas partidas das finais contra o Botafogo, vencedor do segundo turno.

## Regulamento

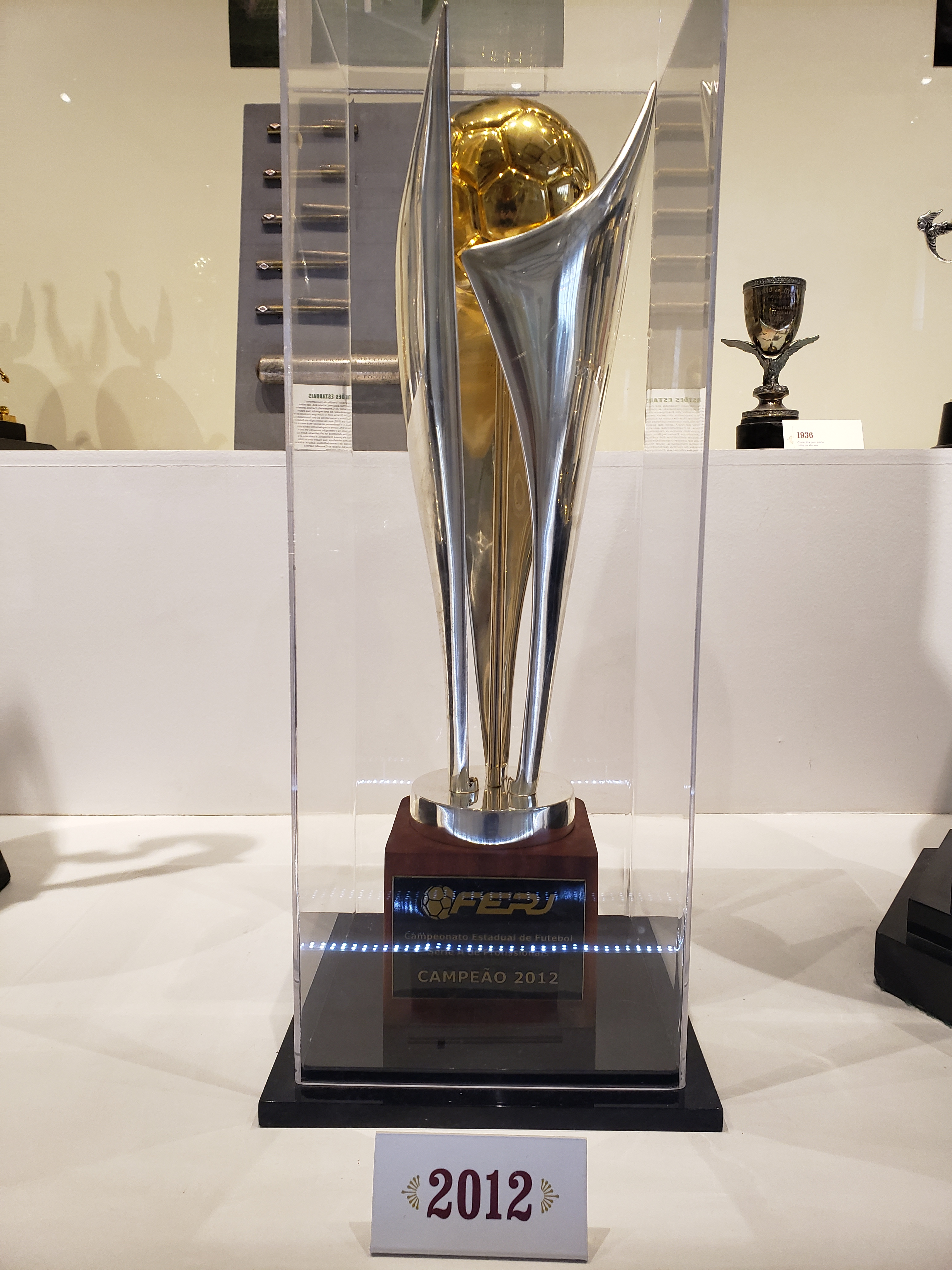
Taça do Campeonato Carioca de 2012

Assim como nas últimas edições anteriores, os participantes foram divididos em dois grupos. Na primeira fase (Taça Guanabara), os times jogam dentro de seus grupos e o primeiro de um grupo enfrenta o segundo do outro numa semifinal. Os vencedores irão para a final do turno, o vencedor dessa final, torna-se o campeão da Taça Guanabara de 2012.
Na segunda fase (Taça Rio), os times jogam contra os do outro grupo, embora a classificação seja dentro de cada grupo. O primeiro de um grupo enfrenta o segundo do outro numa semifinal. Os vencedores se enfrentam na final do turno, o vencedor do confronto será declarado o campeão da Taça Rio de 2012.
Os vencedores de cada turno disputam entre si dois jogos finais para estabelecerem o campeão carioca. Caso a mesma equipe vença os dois turnos, será declarado campeão automaticamente. O campeão e o vice-campeão do campeonato tem o direito de disputar a Copa do Brasil de 2013.

### Critérios de desempate
Para o desempate entre duas ou mais equipes segue-se a ordem definida abaixo:
1. Número de vitórias
2. Saldo de gols
3. Gols marcados
4. Número de cartões amarelos e vermelhos
5. Sorteio

## Participantes
| Equipe          | Cidade                | Em 2011          | Estádio                   | Capacidade | Títulos             |
| Americano       | Campos dos Goytacazes | 8º (1ª divisão)  | Godofredo Cruz            | 9 300      | 0 (não possui)      |
| Bangu           | Rio de Janeiro        | 13º (1ª divisão) | Moça Bonita               | 9 564      | 2 (último em 1966)  |
| Boavista-RJ     | Saquarema             | 4º (1ª divisão)  | Eucyr Resende[b]          | 6 000      | 0 (não possui)      |
| Bonsucesso      | Rio de Janeiro        | 1º (2ª divisão)  | Luso-Brasileiro[c]        | 5 994      | 0 (não possui)      |
| Botafogo        | Rio de Janeiro        | 3º (1ª divisão)  | Engenhão[a]               | 45 000     | 19 (último em 2010) |
| Duque de Caxias | Duque de Caxias       | 10º (1ª divisão) | Marrentão                 | 7 000      | 0 (não possui)      |
| Flamengo        | Rio de Janeiro        | 1º (1ª divisão)  | Engenhão[a]               | 45 000     | 32 (último em 2011) |
| Fluminense      | Rio de Janeiro        | 2º (1ª divisão)  | Engenhão[a]               | 45 000     | 30 (último em 2005) |
| Friburguense    | Nova Friburgo         | 2º (2ª divisão)  | Eduardo Guinle[b]         | 6 550      | 0 (não possui)      |
| Macaé           | Macaé                 | 14º (1ª divisão) | Cláudio Moacyr de Azevedo | 16 000     | 0 (não possui)      |
| Madureira       | Rio de Janeiro        | 11º (1ª divisão) | Conselheiro Galvão        | 5 062      | 0 (não possui)      |
| Nova Iguaçu     | Nova Iguaçu           | 9º (1ª divisão)  | Laranjão[b]               | 3 500      | 0 (não possui)      |
| Olaria          | Rio de Janeiro        | 5º (1ª divisão)  | Rua Bariri[b]             | 8 300      | 0 (não possui)      |
| Resende         | Resende               | 7º (1ª divisão)  | Trabalhador[b]            | 4 600      | 0 (não possui)      |
| Vasco da Gama   | Rio de Janeiro        | 6º (1ª divisão)  | São Januário              | 24 584     | 22 (último em 2003) |
| Volta Redonda   | Volta Redonda         | 12º (1ª divisão) | Raulino de Oliveira       | 20 255     | 0 (não possui)      |

- a. ^ Em determinadas rodadas, o Engenhão será preferencial apenas para jogos do Botafogo e/ou clássicos
- b. ^ Não estão aptos a receber partidas envolvendo Botafogo, Flamengo, Fluminense e Vasco da Gama
- c. ^ O estádio Teixeira de Castro (do Bonsucesso) não poderá receber nenhuma partida, por questões de segurança